# Parc et sentier d'État des Caprock Canyons
Le parc et sentier d'État des Caprock Canyons (en anglais : Caprock Canyons State Park and Trailway) est une aire protégée américaine située dans le comté de Briscoe, au Texas. Il a été créé en 1982.

## Description
La zone contient des badlands avec du mesquite, des cactus et des genévriers avec des hautes herbes, des prunes, des myrtilles et des peupliers dans les canyons. 
Le parc abrite le troupeau de bisons de l'État du Texas. À la demande de son épouse, Charles Goodnight a préservé plusieurs bisons des plaines de ceux qui étaient abattus. Ce troupeau est devenu l’une des sources génétiques à partir desquelles les troupeaux de bisons actuels descendent. Le troupeau de l'État ne contient que des bisons des plaines qui n'ont pas d'ADN de bétail. 

## Faune
Elle comprend des chèvres de Barbarie (introduites), le cerf mulet, le cerf de Virginie, les coyotes, les opossums, les ratons laveurs, les lynx roux, les renards, les hérissons, de nombreuses espèces de serpents et de lézards, et plus de 175 espèces d'oiseaux dont l'aigle royal se trouvent dans le parc. Le lac Theo contient des poissons- chats et la truite arc -en -ciel. À l'été 2012, des chiens de prairie à queue noire ont été réintroduits dans une zone de 81 ha dans le parc. 

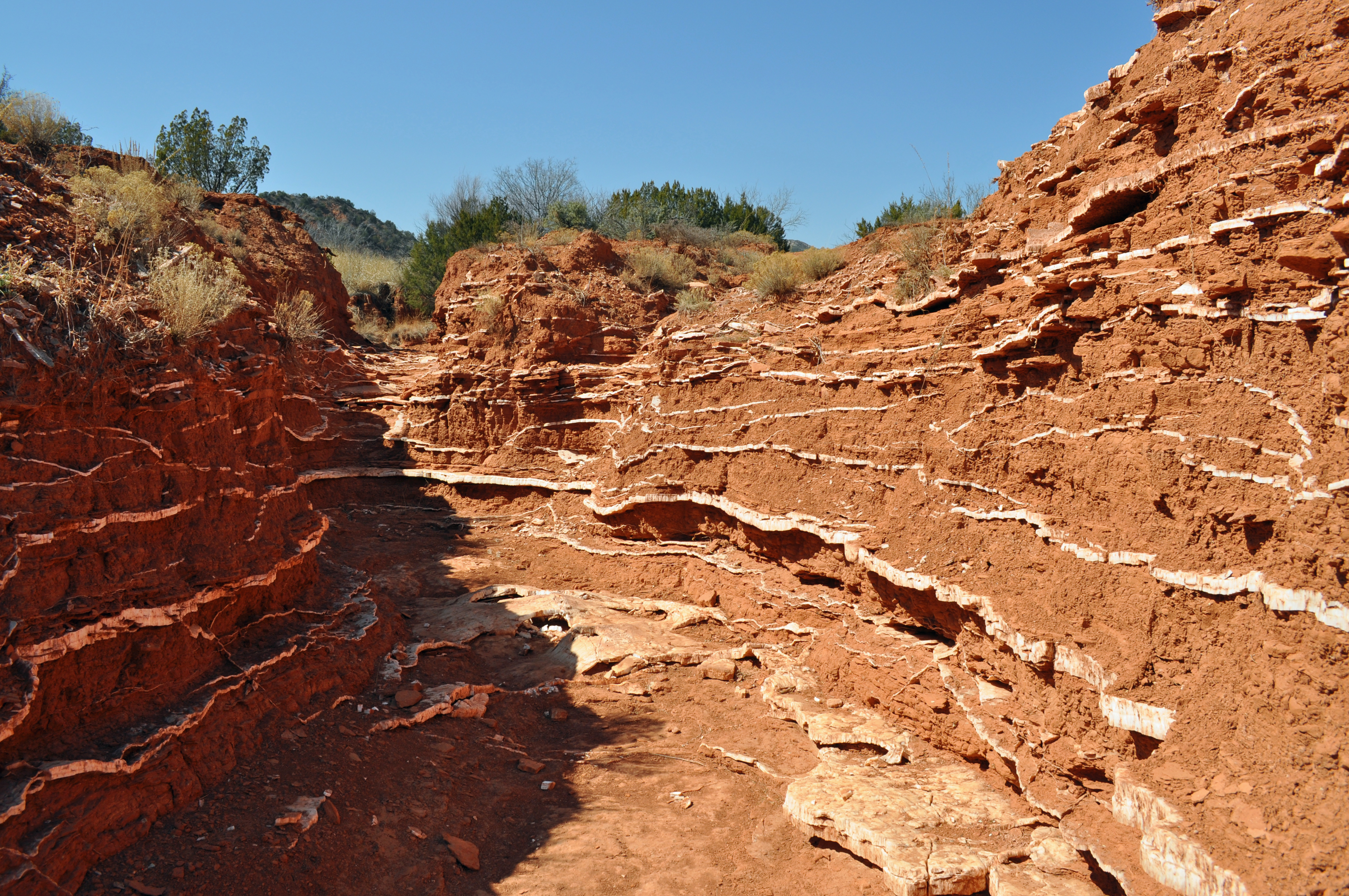
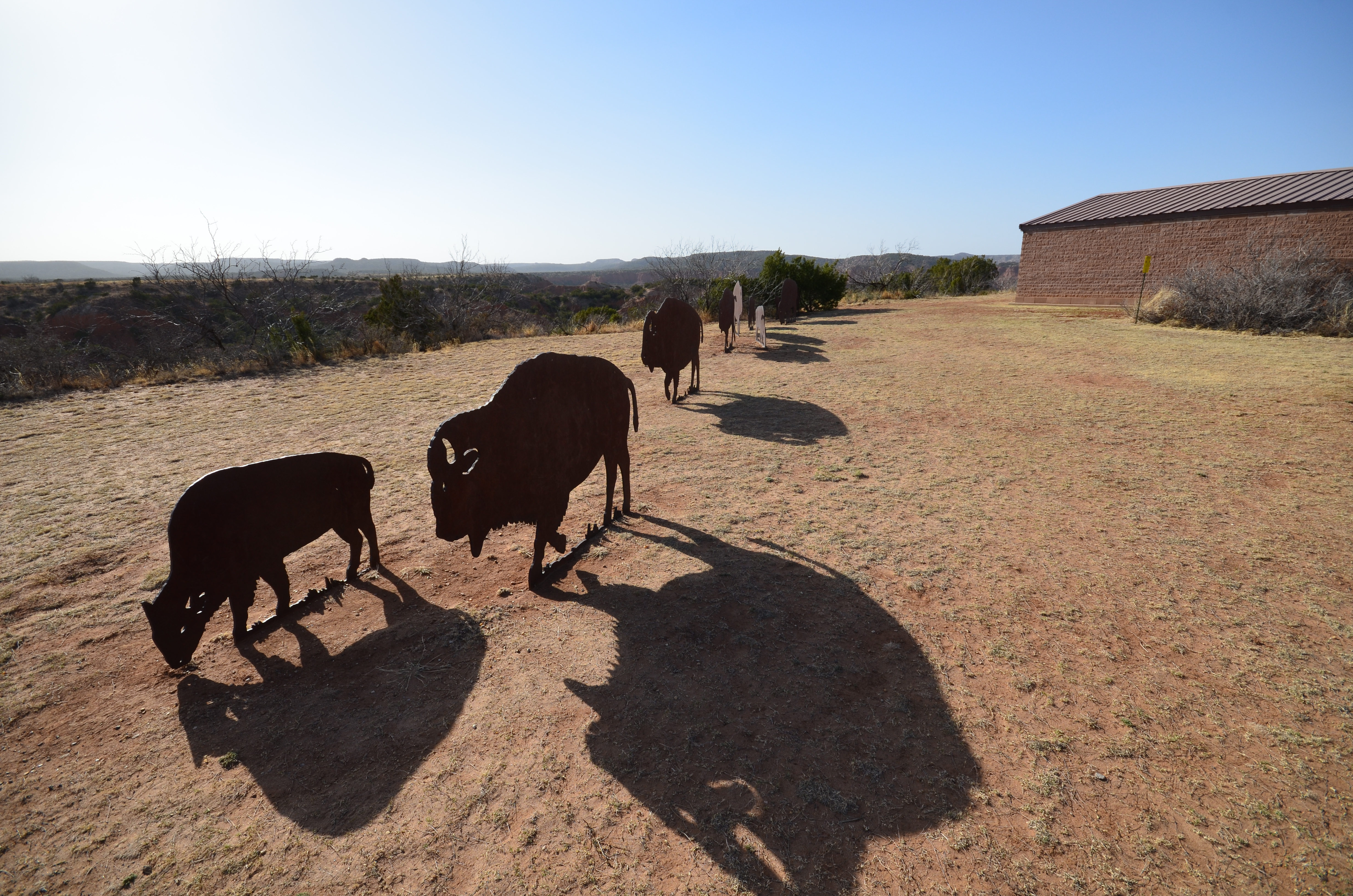
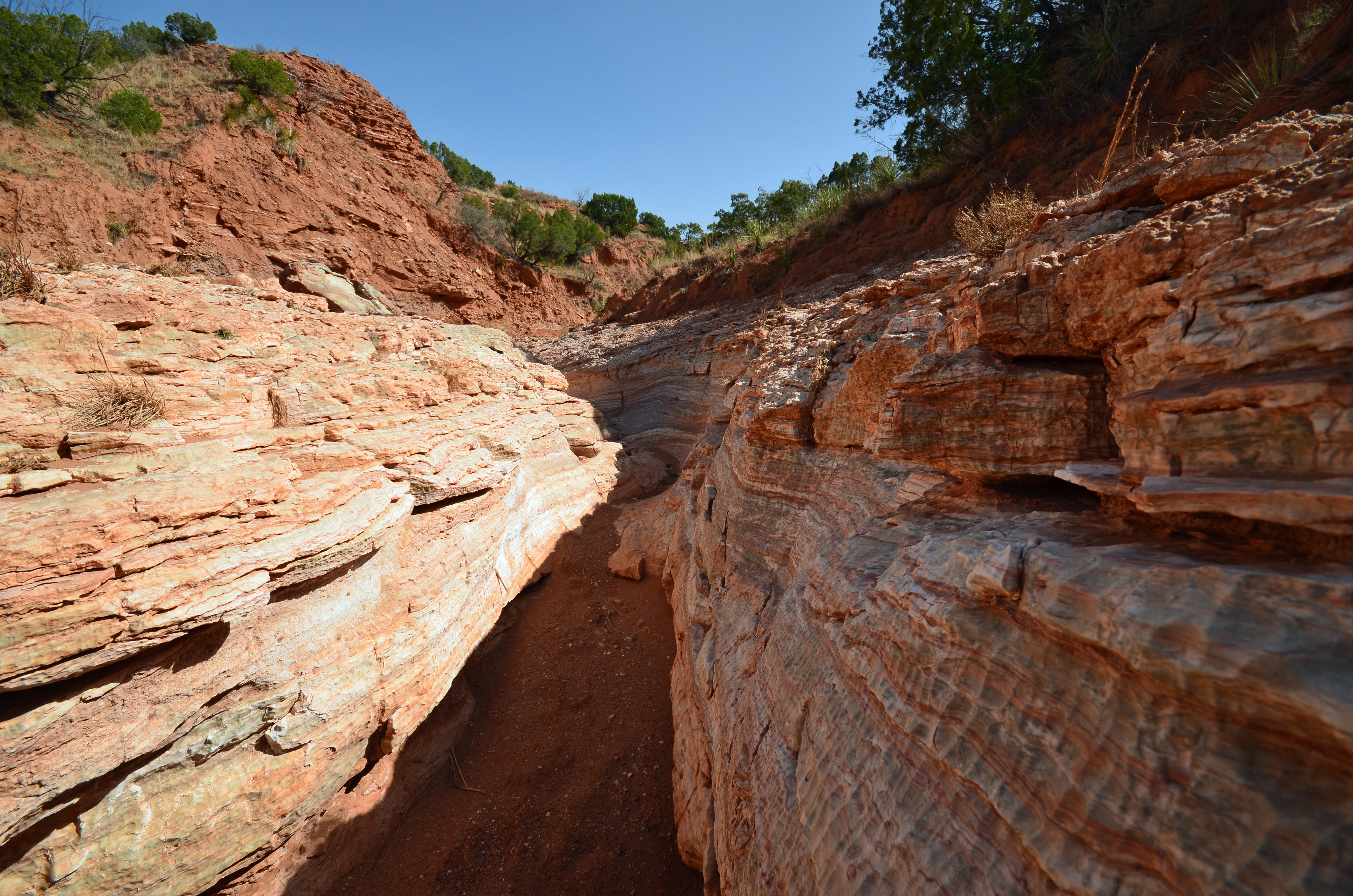
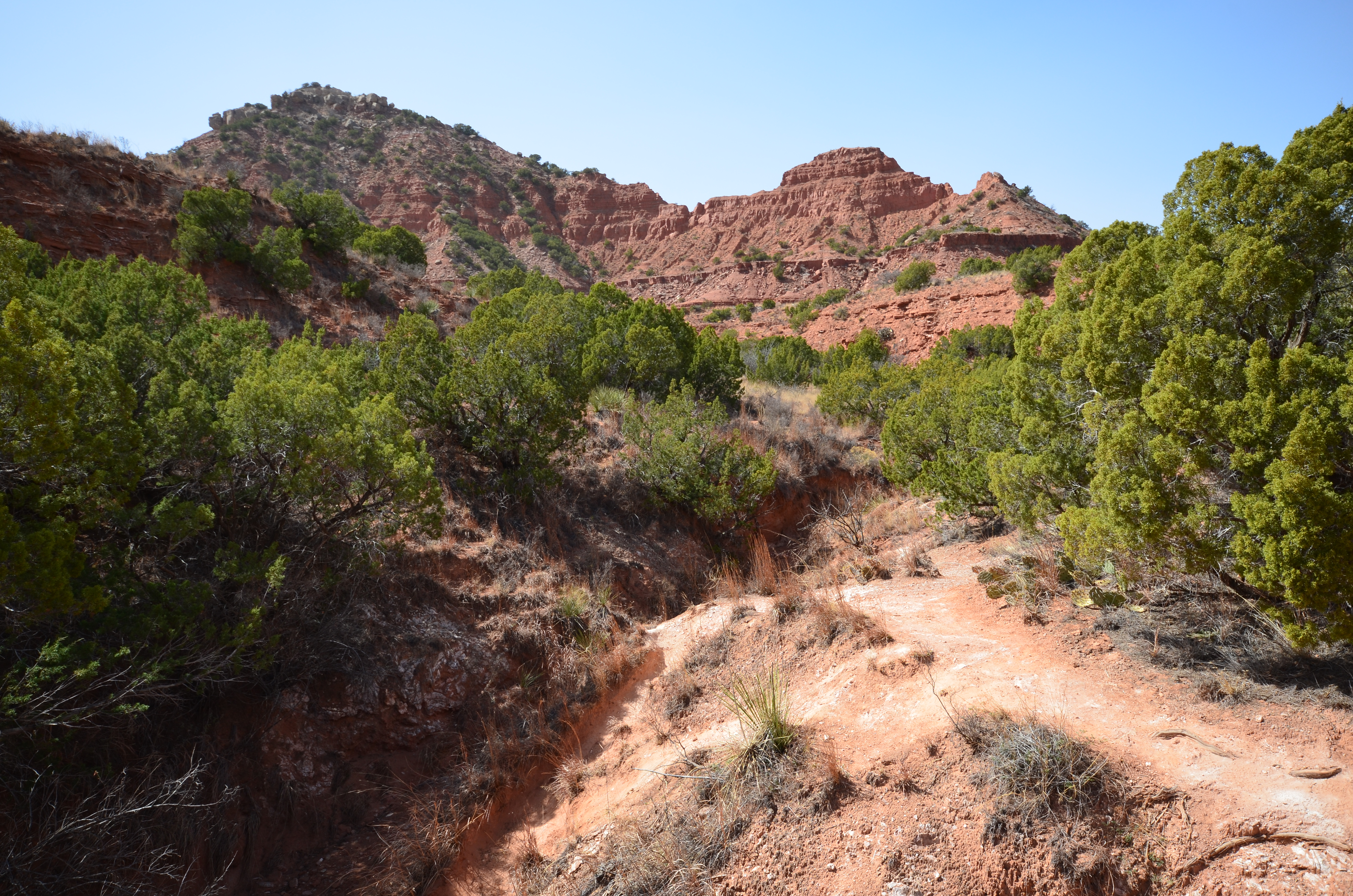
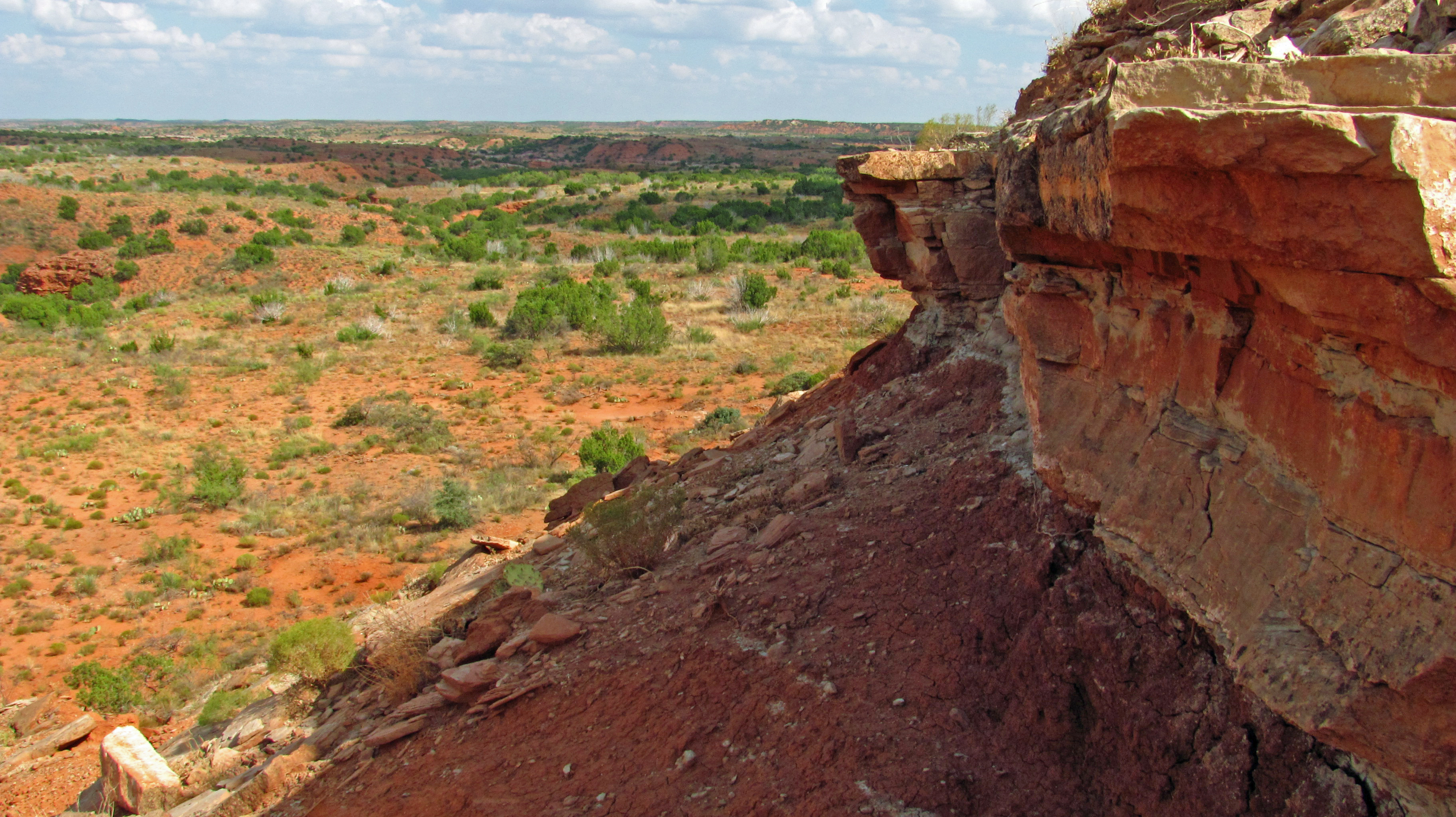
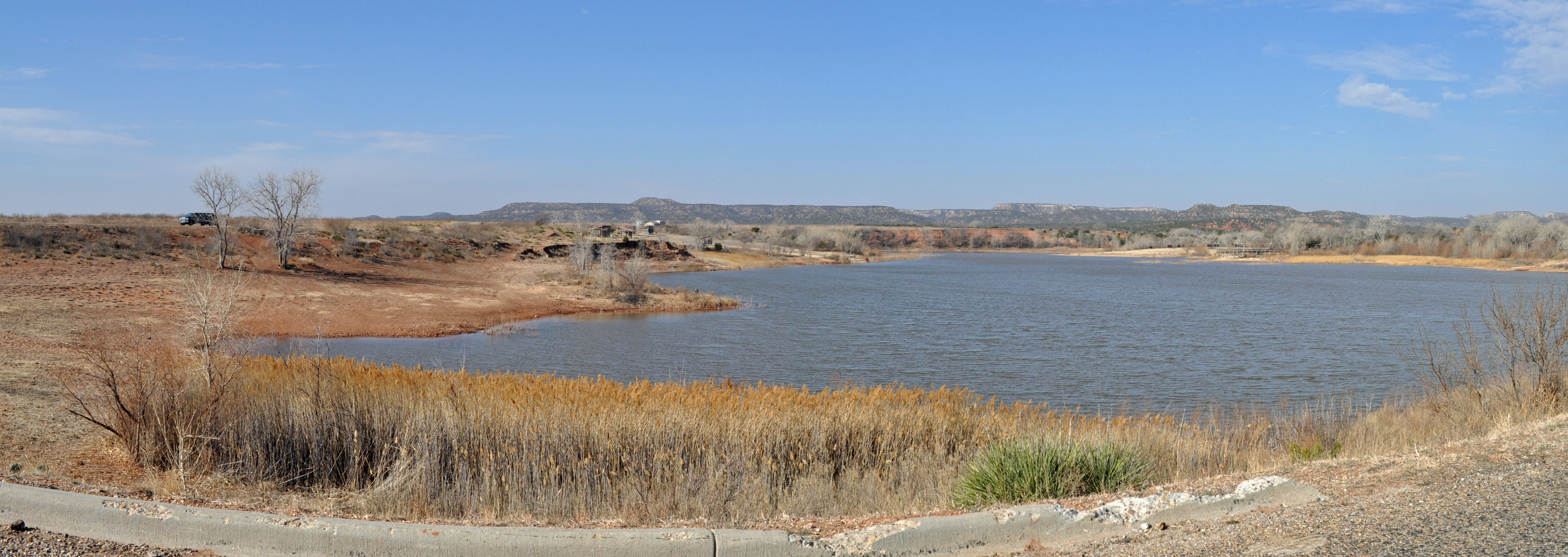
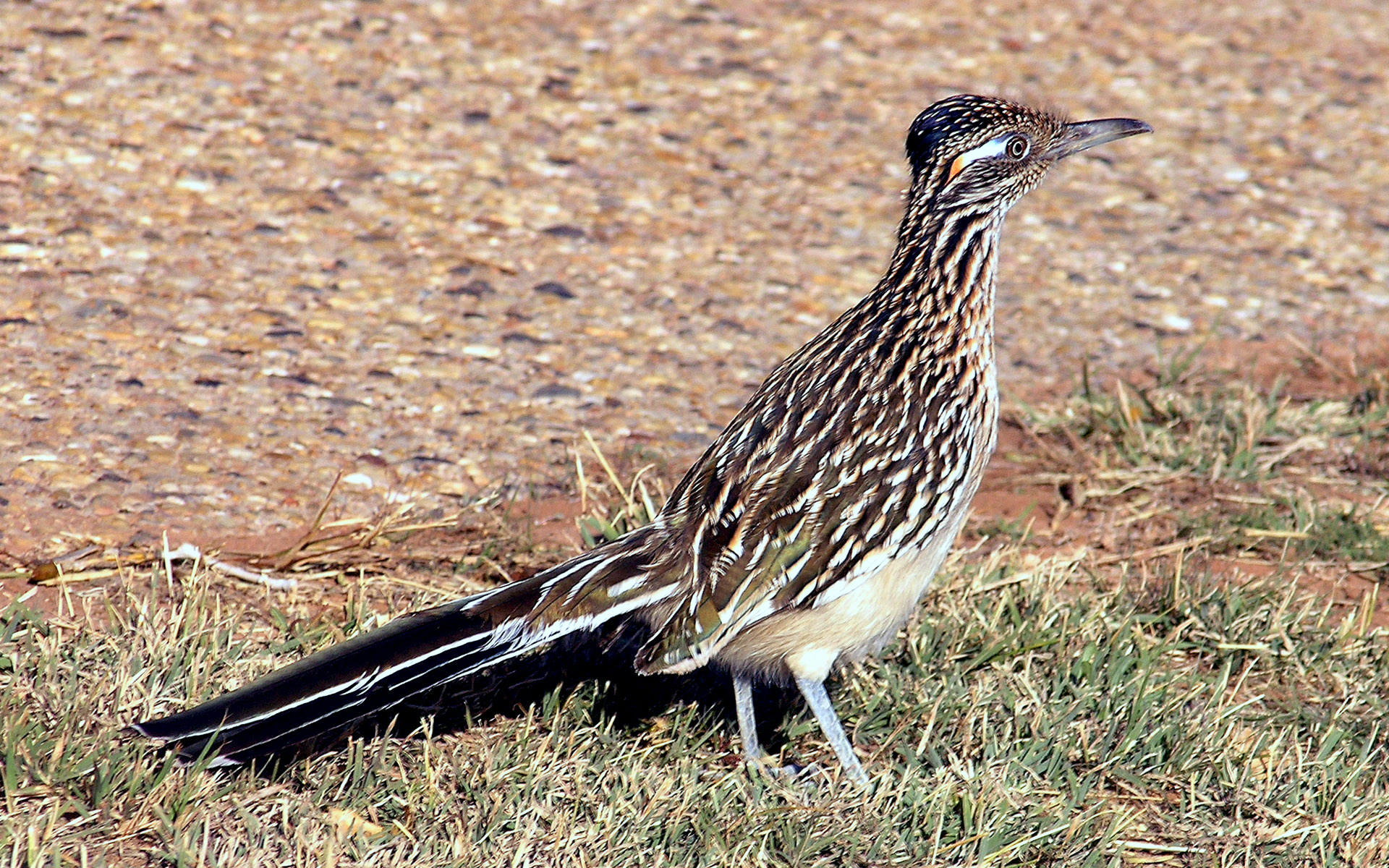
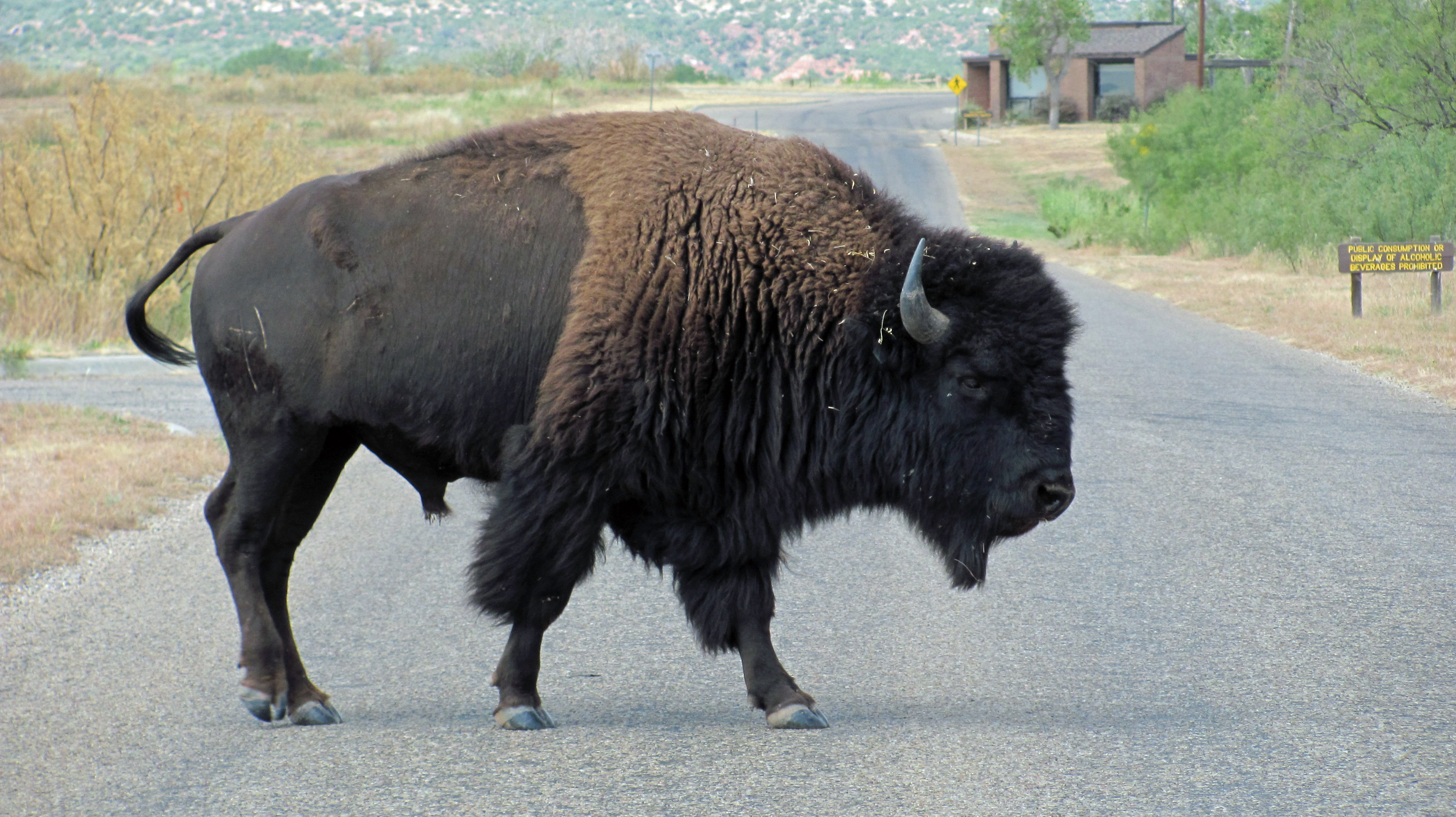